# Gran Premio motociclistico di Svizzera 1949
Il Gran Premio di Svizzera corso il 2 e 3 luglio 1949 sul circuito di Bremgarten, rappresenta la seconda gara del motomondiale 1949 e contemporaneamente la seconda gara assoluta del motomondiale istituito proprio in quell'anno. Si trattava peraltro della 18ª edizione della competizione che si fregiava del nome di GP di Svizzera. Erano presenti oltre 50.000 spettatori.
Le classi in gara erano 5: 125, 250, 350, 500 e sidecar. Per 125 e sidecar si tratta anche della gara inaugurale della stagione.
Le gare sono iniziate di sabato con la disputa della 250 e proseguite domenica con l'effettuazione delle altre prove.
Nella stessa giornata si è svolta anche la gara riservata alle monoposto che sarebbero poi diventate le Formula 1 dall'anno successivo, il Gran Premio di Svizzera, vinto dall'ex motociclista Alberto Ascari.

## Classe 500
Alla gara parteciparono 25 piloti con 14 che furono classificati al termine della corsa; tra i ritirati Edward Frend che aveva stabilito sia il giro più veloce in prova che il giro più veloce in corsa; non avendo però tagliato il traguardo il punto previsto in questo caso non gli venne assegnato e se lo aggiudicò Leslie Graham. Altri piloti che non vennero classificati furono Jean Behra (futuro pilota di Formula 1), Fergus Anderson, Artie Bell, Carlo Bandirola, Bruno Bertacchini e Dario Ambrosini.
Al termine di questa seconda prova del mondiale la classifica vedeva in testa Harold Daniell (vincitore del Tourist Trophy 1949) che precedeva Leslie Graham.

### Arrivati al traguardo
| Pos. | Pilota                | Moto       | Tempo        | Punti |
| ---- | --------------------- | ---------- | ------------ | ----- |
| 1    | Leslie Graham         | AJS        | 1h 26' 14,9" | 10+1  |
| 2    | Arciso Artesiani      | Gilera     | + 1' 21,9"   | 8     |
| 3    | Harold Daniell        | Norton     | + 1' 32,0"   | 7     |
| 4    | Nello Pagani          | Gilera     | + 2' 15,0"   | 6     |
| 5    | Freddie Frith         | Velocette  | + 1 giro     | 5     |
| 6    | Gianni Leoni          | Moto Guzzi |              |       |
| 7    | Ken Bills             | Velocette  |              |       |
| 8    | Roger Richoz          | Norton     |              |       |
| 9    | Hans Kaufmann         | Gilera     |              |       |
| 10   | Georges Cordey        | Norton     |              |       |
| 11   | Benoit Musy           | Moto Guzzi |              |       |
| 12   | James William Beevers | Norton     |              |       |
| 13   | Nandor Puhony         | Gilera     |              |       |
| 14   | Laszlo Szabo          | Gilera     |              |       |

## Classe 350
23 piloti alla partenza, 21 all'arrivo.

### Arrivati al traguardo
| Pos. | Pilota            | Moto       | Tempo        | Punti |
| ---- | ----------------- | ---------- | ------------ | ----- |
| 1    | Freddie Frith     | Velocette  | 1h 07' 06,0" | 10 +1 |
| 2    | Leslie Graham     | AJS        | + 0' 3,9"    | 8     |
| 3    | William Doran     | AJS        | + 0' 4,1"    | 7     |
| 4    | Reg Armstrong     | AJS        | + 0' 22,2"   | 6     |
| 5    | Tommy Wood        | Velocette  | + 0' 30,8"   | 5     |
| 6    | Artie Bell        | Norton     |              |       |
| 7    | Bruno Bertacchini | Moto Guzzi |              |       |
| 8    | Johnny Lockett    | Norton     |              |       |
| 9    | Ernie Thomas      | Velocette  |              |       |
| 10   | Harold Daniell    | Norton     |              |       |

## Classe 250
16 piloti alla partenza, 12 all'arrivo.

### Arrivati al traguardo
| Pos. | Pilota             | Moto       | Tempo        | Punti |
| ---- | ------------------ | ---------- | ------------ | ----- |
| 1    | Bruno Ruffo        | Moto Guzzi | 1h 00' 07,2" | 10    |
| 2    | Dario Ambrosini    | Benelli    | + 0' 39,6"   | 8     |
| 3    | Fergus Anderson    | Moto Guzzi | + 0' 49,1"   | 7+1   |
| 4    | Claudio Mastellari | Moto Guzzi | + 0' 49,3"   | 6     |
| 5    | Benoit Musy        | Moto Guzzi | + 1' 18,6"   | 5     |
| 6    | Tommy Wood         | Moto Guzzi | + 1 giro     |       |
| 7    | Ugo Plebani        | Moto Guzzi | + 1 giro     |       |
| 8    | Elio Scopigno      | Moto Guzzi | + 1 giro     |       |
| 9    | Herbert Läderach   | Moto Guzzi | + 1 giro     |       |

## Classe 125
17 piloti alla partenza, 15 all'arrivo.

### Arrivati al traguardo
| Pos. | Pilota            | Moto        | Tempo        | Punti |
| ---- | ----------------- | ----------- | ------------ | ----- |
| 1    | Nello Pagani      | Mondial     | 0h 53' 12,4" | 10+1  |
| 2    | Renato Magi       | Moto Morini | + 1' 53,7"   | 8     |
| 3    | Celeste Cavaciuti | Mondial     | + 3' 17,0"   | 7     |
| 4    | Carlo Ubbiali     | MV Agusta   | + 3' 18,0"   | 6     |
| 5    | Umberto Masetti   | Moto Morini | + 3' 18,6"   | 5     |
| 6    | Franco Bertoni    | MV Agusta   | + 3' 18,8"   |       |
| 7    | Dick Renooy       | Eysink      | + 1 giro     |       |
| 8    | Giuseppe Matucci  | MV Agusta   | + 1 giro     |       |
| 9    | Tonnie Heinemann  | Eysink      | + 1 giro     |       |
| 10   | Hans Haldemann    | Puch        | + 1 giro     |       |

## Sidecar 600
18 equipaggi alla partenza, 16 all'arrivo.

### Arrivati al traguardo
| Pos. | Pilota          | Passeggero       | Moto   | Tempo        | Punti |
| ---- | --------------- | ---------------- | ------ | ------------ | ----- |
| 1    | Eric Oliver     | Denis Jenkinson  | Norton | 0h 58' 57,0" | 10+1  |
| 2    | Ercole Frigerio | Lorenzo Dobelli  | Gilera | + 0' 43,6"   | 8     |
| 3    | Hans Haldemann  | Herbert Läderach | Norton | + 0' 44,0"   | 7     |
| 4    | Jakob Keller    | Ernst Brutschi   | Gilera | + 2' 14,5"   | 6     |
| 5    | Albino Milani   | Ezio Ricotti     | Gilera | + 3' 00,7"   | 5     |
| 6    | Roland Benz     | Max Hirzel       | BMW    | + 3' 01,7"   |       |
| 7    | Fritz Mühlemann | Marie Mühlemann  | Norton | + 3' 14,5"   |       |
| 8    | Hans Taveri     | Luigi Taveri     | Norton | + 3' 27,0"   |       |
| 9    | Julius Beer     | n.d.             | Norton |              |       |
| 10   | Willy Wirth     | n.d.             | Gilera |              |       |